# Omen (album Soulfly)
Omen – siódmy album studyjny grupy Soulfly, wydany 26 maja 2010 nakładem Roadrunner Records (według innej wersji 18 maja 2010). 
W nagraniach utworów bonusowych na płycie wzięli udział również synowie Maxa Cavalery: Zyon który zagrał na perkusji w interpretacji utworu "Refuse/Resist" z repertuaru Sepultury oraz Igor, który również zagrał na perkusji w utworze "Your Life, My Life" z repertuaru formacji Excel. Udział tego pierwszego ma wymiar symboliczny, jako że w pierwotnej wersji "Refuse/Resist" na płycie Chaos A.D. (1993), we wstępie do tego utworu wykorzystano zapis bicia jego serca w łonie matki.
Jak stwierdził Max Cavalera, muzycznie album "dopasowuje się do agresji" tekstów, które skupiają się na tematyce seryjnych morderców. Takim utworem jest "Jeffrey Dahmer", dotyczący Jeffreya Dahmera - jednego z największych amerykańskich seryjnych morderców.
Przesłanie piosenki „Mega-Doom” został zainspirowane książką Nostradamusa, a na początku utworu Cavalera odczytuje dwa czterowiersze z tego dzieła. Tekstu utworu „Vulture Culture” odnosi się do negatywnego wpływu programów telewizyjnych np. American Idol.  Na płycie głosu udzielili gościnnie Greg Puciato (The Dillinger Escape Plan) w "Rise Of The Fallen" i Tommy Victor (Prong) w  "Lethal Injection". Płytę promował teledysk do utworu "Rise Of The Fallen" w reżyserii Dalea "Rage" Resteghiniego.  
Za produkcję odpowiadał sam Max Cavalera, a za inżynierię dźwięku Logan Mader.

## Lista utworów
1. "Bloodbath & Beyond" - 2:31
2. "Rise Of The Fallen" - 4:35
3. "Great Depression" - 3:57
4. "Lethal Injection" - 3:05
5. "Kingdom" - 3:55
6. "Jeffrey Dahmer" - 2:52
7. "Off With Their Heads" - 4:22
8. "Vulture Culture" - 4:01
9. "Mega-Doom" - 3:04
10. "Counter Sabotage" - 3:50
11. "Soulfly VII" (instrumentalny) - 4:23

Edycja specjalna
1. "Four Sticks" (cover Led Zeppelin) - 4:40
2. "Refuse/Resist" (cover Sepultura) - 3:10
3. "Your Life, My Life" (cover Excel) - 3:14

| Bonus DVD, With Full Force Festival, Niemcy, 3 lipca 2009. |
| --- |
| Źródło. 1. Blood Fire War Hate 2. Sanctuary 3. Prophecy 4. Back To The Primitive 5. Seek ‘N’ Strike 6. Living Sacrifice 7. Enemy Ghost 8. Refuse/Resist 9. Doom 10. L.O.T.M. 11. Molotov 12. Drums 13. Warmageddon 14. Policia 15. Unleash 16. Roots Bloody Roots 17. Eye For An Eye |

## Twórcy
Źródło.
| - Max Cavalera - wokal prowadzący, gitara rytmiczna, sitar, produkcja muzyczna - Marc Rizzo - gitara prowadząca, gitara flamenco - Joe Nunez - perkusja, instrumenty perkusyjne - Bobby Burns - gitara basowa - Branden Krull - instrumenty klawiszowe - Greg Puciato - wokal (utwór 2) - Tommy Victor - wokal (utwór 4) - Zyon Cavalera - perkusja (utwór 13) - Igora Amadeusa - perkusja (utwór 14) - Logan Mader - inżynieria dźwięku, produkcja muzyczna, miksowanie, mastering - Gloria Cavalera - management - Justin Hirschman - booking | - Rod MacSween - booking - Steve Zapp - booking - Ian Sales - booking - Monte Conner - A&R - Travis Smith - oprawa graficzna - David Ho - ilustracje - Gail Marowitz - kierownictwo artystyczne - Leo Zuletta - logo - Bryan Roberts - asystent - Cliff Roman - asystent - Christina Stojanovic - asystent |

## Listy sprzedaży
| Lista                   | Kraj              | Pozycja |
| ----------------------- | ----------------- | ------- |
| Billboard 200           | Stany Zjednoczone | 73      |
| Rock Albums             | Stany Zjednoczone | 21      |
| Hard Rock Albums        | Stany Zjednoczone | 9       |
| Ultratop 50             | Belgia (Flandria) | 50      |
| MegaCharts              | Holandia          | 42      |
| Suomen virallinen lista | Finlandia         | 44      |
| SNEP                    | Francja           | 58      |
| RIANZ                   | Nowa Zelandia     | 30      |
| Schweizer Hitparade     | Szwajcaria        | 15      |
| Top 75                  | Austria           | 19      |